# オジロワシ
オジロワシ（尾白鷲、Haliaeetus albicilla）は、タカ目タカ科ウミワシ属に分類される鳥類。

## 分布
ユーラシア大陸、デンマーク（グリーンランド南部）、日本
ユーラシア大陸北部で繁殖し、冬季になると中華人民共和国東部、ペルシャ湾周辺に南下し越冬する。東ヨーロッパや西アジア、中華人民共和国北東部などでは周年生息する。日本では主に基亜種が冬季に北日本に飛来（冬鳥）するが、北海道北部および東部では周年生息する個体もいる（留鳥）。2010年1月に開催された環境省の保護増殖分科会では、北海道内で越冬する個体数は約1,700羽（うち、つがい約140組）という数を示している。また、かつては対馬に定期的に飛来する個体がいた。

## 形態
全長70 - 98cm。翼開長180 - 240cm。体重3 - 7kg。全身は褐色の羽毛で覆われている。頭部は淡褐色や淡黄色の羽毛で被われる。尾羽は12枚で短く、やや楔形。尾羽の色彩は白い。種小名albicillaは「白い尾の」の意で、和名や英名（white-tailed）と同義。翼の後縁は直線的で飛翔時には長方形に見える。なお同属のオオワシの方が白い部分が多い。
虹彩は淡黄色。嘴や後肢の色彩は淡黄色。
幼鳥は全身が褐色や黒褐色の羽毛で被われ、上面や下雨覆に白い斑紋、尾羽に褐色の斑紋が入る。また虹彩が褐色で、嘴の色彩が黒い。成長に伴い全身の斑紋は消失し、虹彩や嘴の色彩は黄色みを帯びる。

## 分類
以下の分類は2016年現在IOCで採用されている分類に従う。一方で2016年現在Clements checklistでは亜種を認めていない。
Haliaeetus albicilla albicilla (Linnaeus, 1758) オジロワシ
上記の分布のうちグリーンランドを除く分布域。日本では少数が北海道北部、東部で周年生息する（留鳥）。冬季にロシアから主に北海道に飛来し、本州北部から中部に飛来することもあり、まれに九州や南西諸島に飛来することもある（冬鳥）。
Haliaeetus albicilla groenlandicus Brehm, CL, 1831
グリーンランド

## 生態
海岸、河川、湖沼などに生息する。単独もしくはペアで生活するが、冬季になると集団で休む事もある。
食性は動物食で、魚類、鳥類、哺乳類、動物の死骸などを食べる。ヒツジの幼獣、タンチョウの雛を襲い食べることもある。水面付近にいる獲物は急降下して捕らえる。
繁殖形態は卵生。高木の樹上や断崖に木の枝を組み合わせた巣を作り、3-4月に1回に2個の卵を産む。主にメスが抱卵し、抱卵期間は約38日。雛は孵化してから70-75日で飛翔できるようになり、さらに35-40日後に独立する。生後5-6年で性成熟し、生後6-7年で成鳥羽に生え換わる。ヨーロッパでの平均寿命は20年以上とされる。

## 人間との関係
H. a. albicilla オジロワシ
日本では1990年以降は確認数は増加傾向にあるが、一方で近年は繁殖率が低下傾向にある。風力発電所への衝突事故、森林伐採・土地造成・道路建設による営巣地の破壊、湖沼・河川・海岸開発による採食場所および獲物の減少、工事やカメラマンによる繁殖の攪乱、狩猟用の銃弾による鉛中毒、電線による感電死、人工の繁殖地への依存および過密化などが懸念されている。スコットランドでは絶滅したが、再導入された。日本では1970年に国の天然記念物に指定されている。1993年に種の保存法施行に伴い国内希少野生動植物種に指定されている。北海道では1954年に初めて繁殖が確認され、1998年に56ペア、2008年に約150ペアの繁殖が確認されている。2020年代には、釧路湿原で建設が進められている大規模太陽光発電所（メガソーラー）が本種の繁殖への新たな脅威となっていることが指摘されている。
絶滅危惧II類 (VU)（環境省レッドリスト）
- 中国国家一級重点保護野生動物

日本ではハリアエエトゥス・アルビキルラとして特定動物に指定されている。

## 画像

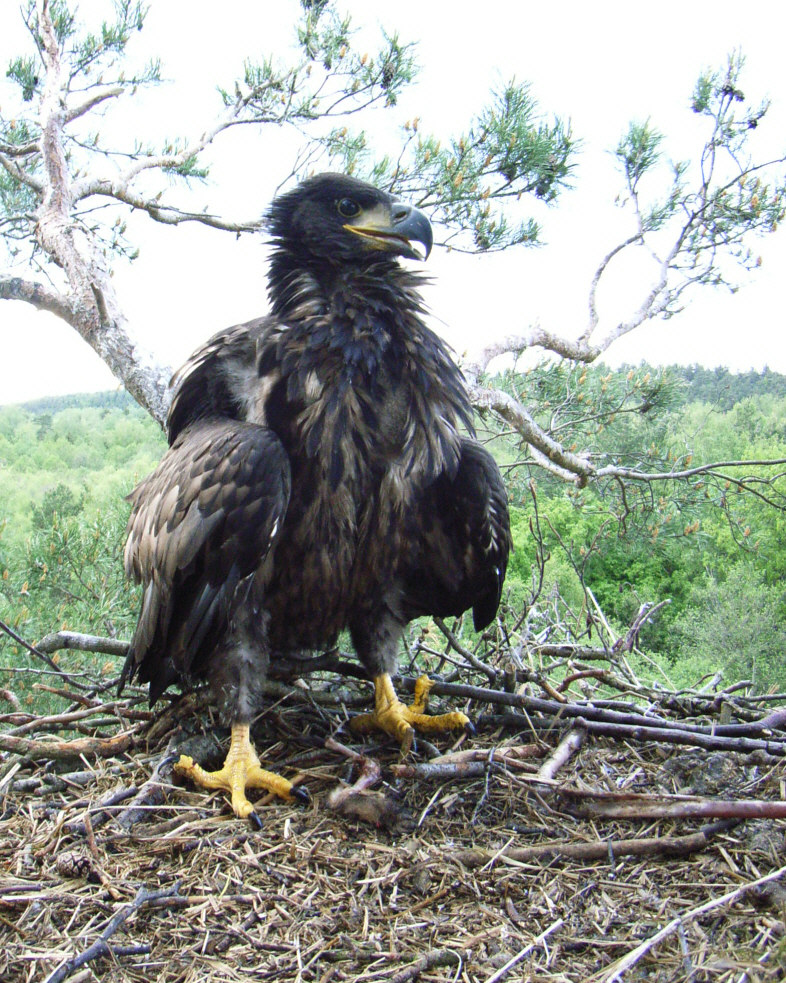
幼鳥
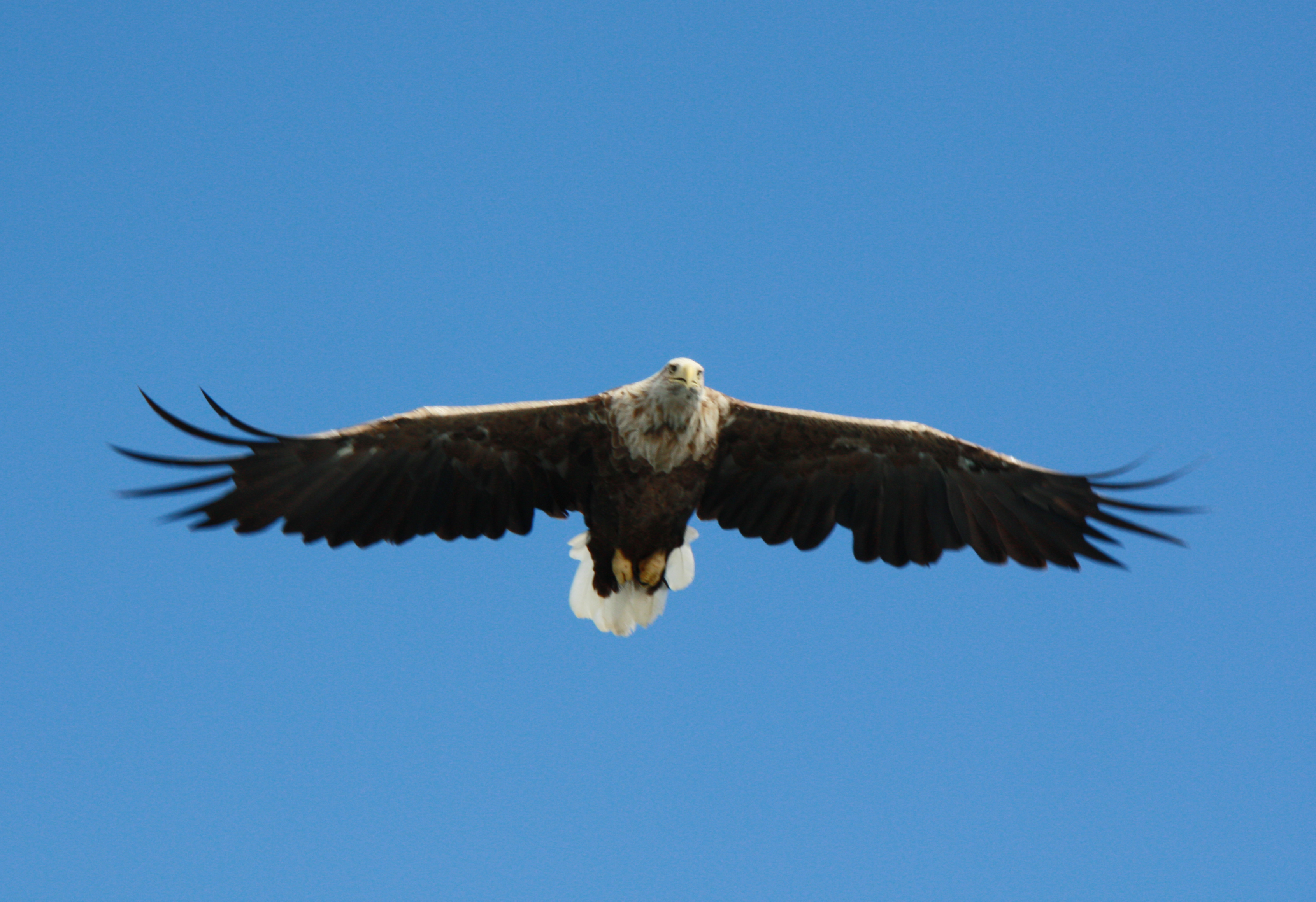
飛翔する本種
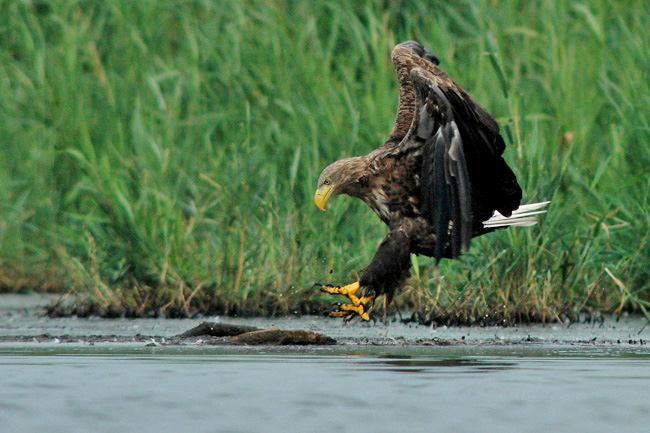
獲物を捕らえる本種
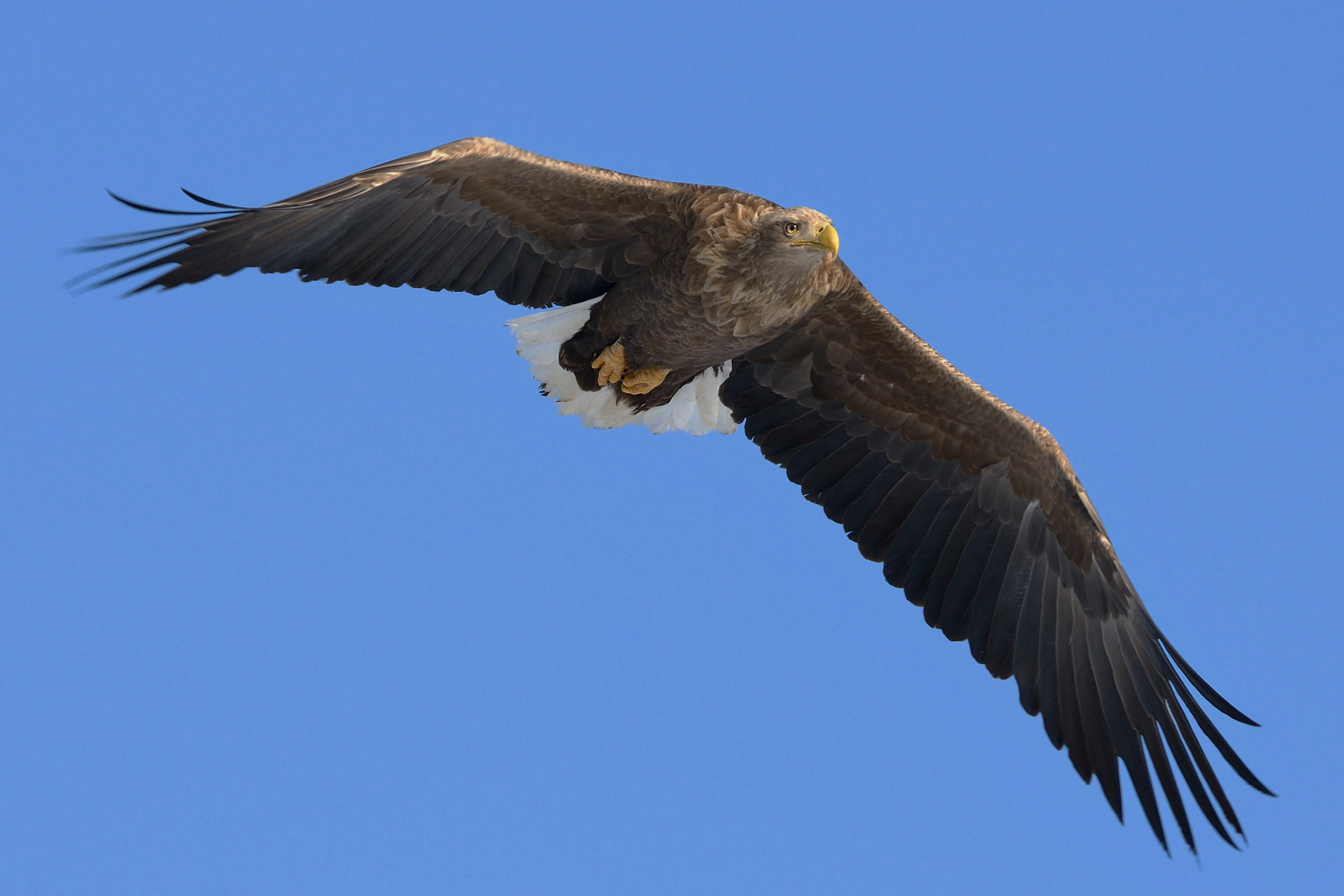
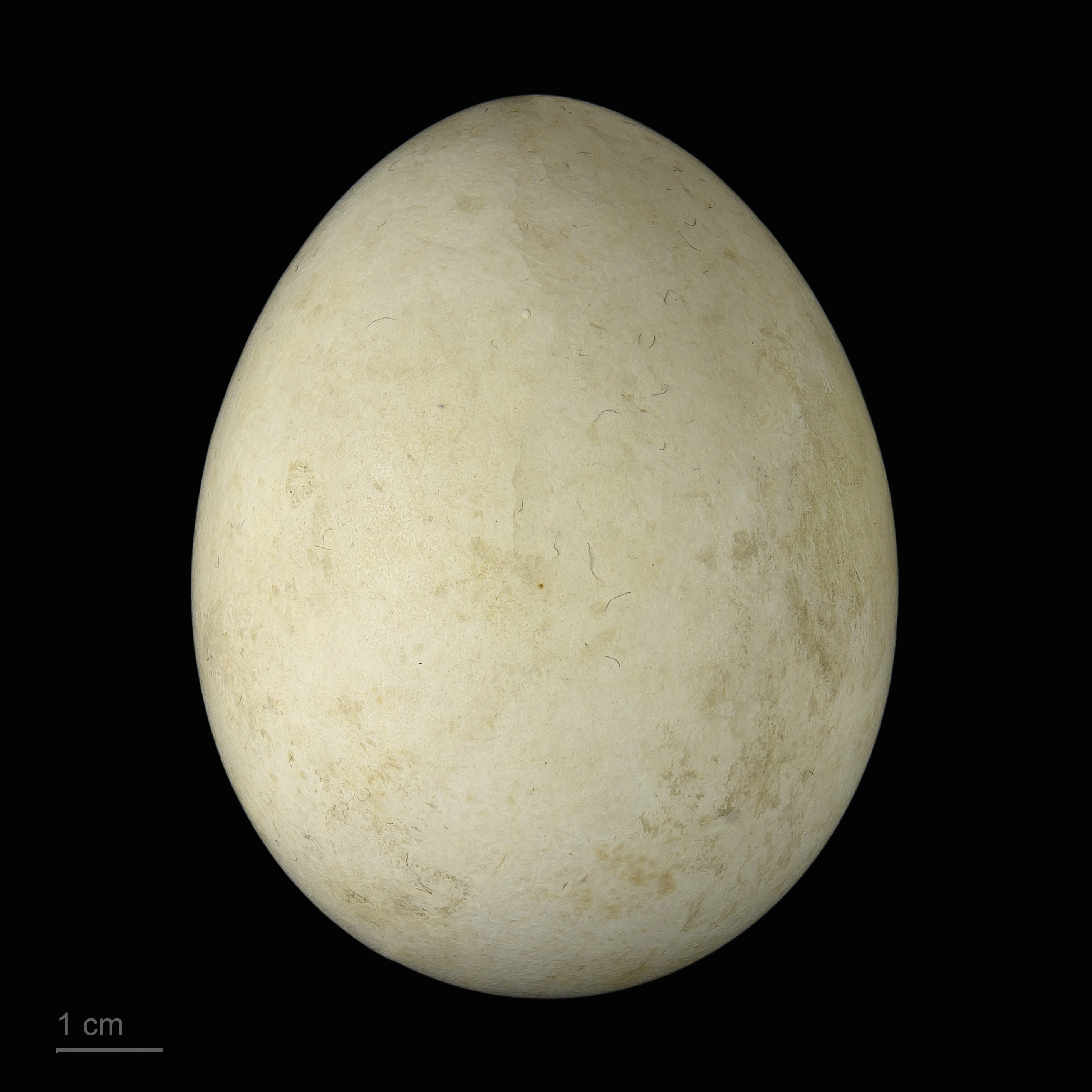
Museum specimen
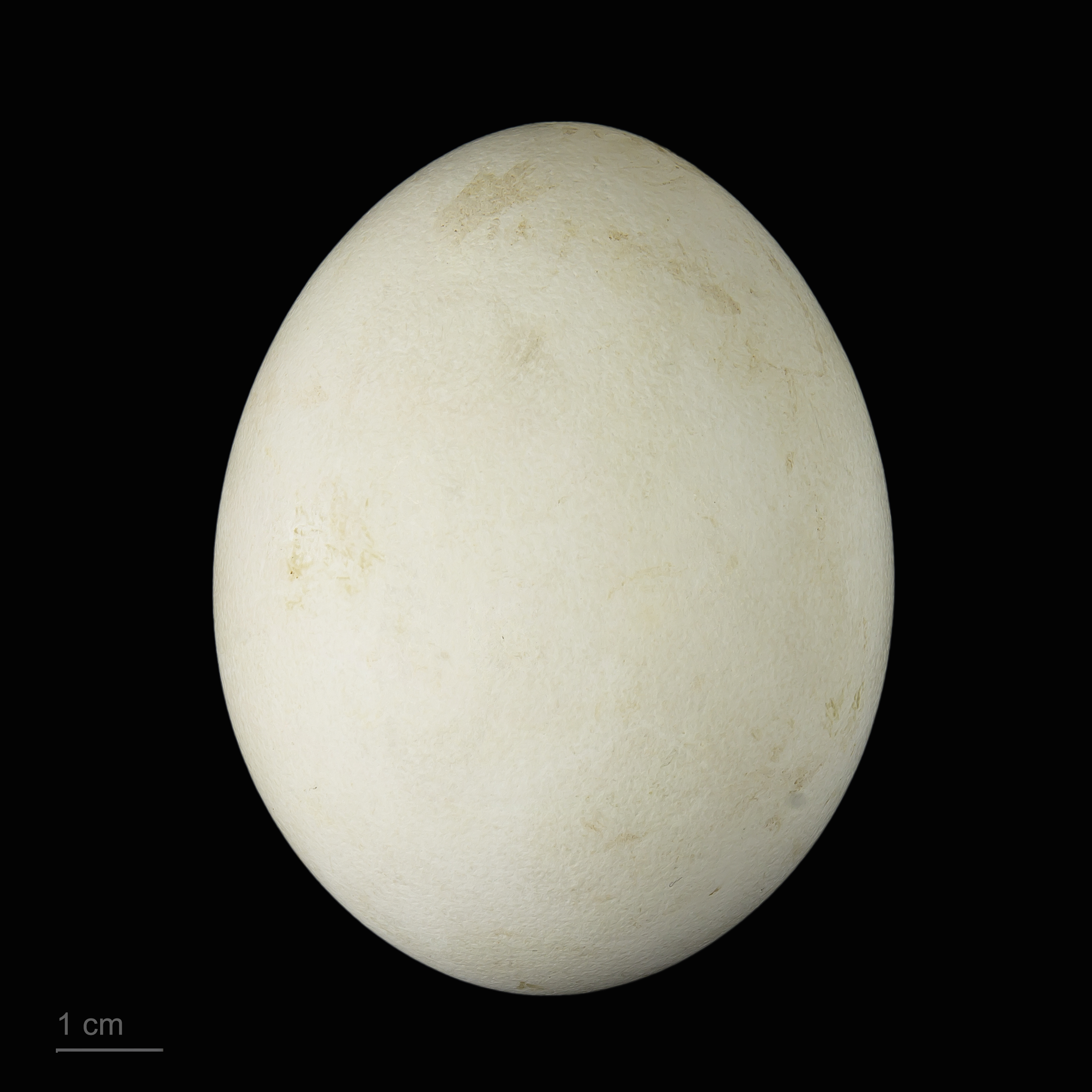
Museum specimen - Russia